# Karl Konow
Se även Carl Konow.
Karl Konow, född den 4 september 1865 i Søndre Aurdal i Valdres, död den 13 januari 1928 i Oslo, var en norsk målare.
Konow tog 1889 juridisk ämbetsexamen, men hade redan dessförinnan studerat målarkonst en kort tid i Weimar under Kalkreuths ledning. Från hösten 1889 studerade han ett halvt års tid i Paris under Bonnat och Cormon, 1892 och 1894 någon tid i München. Han vistades 1899—1901 huvudsakligen i Rom samt 1901—04 i Paris. De följande två åren bodde han växelvis i Norge och Danmark, 1906—09 i Florens och Rom. 
Konow började som naturalistisk friluftsmålare, men slöt sig snart till 1890-talets nyromantiska riktning och mottog starka intryck av den tidigare italienska renässansens konst. Hans arbeten rymmer mera gemyt och djupt personlig känsla än originalitet och säkerhet i hållning. Han har målat både landskap och porträtt och var även inne på det religiös-symbolistiska måleriet. 
Han avhöll separatutställningar i Kristiania, Köpenhamn, Göteborg, Berlin och München och deltog i flera internationella utställningar, bland annat i Paris 1900, där han fick en medalj, utställde regelbundet på Statens Udstilling i Kristiania 1890-1904.